# كأس النرويج 1967
كأس النرويج 1967 (بالنرويجية: Norgesmesterskapet i fotball for menn 1967)‏ هو الموسم 62 من كأس النرويج. أشرف على تنظيمه اتحاد النرويج لكرة القدم، وفاز فيه نادي لين.